# Schlager der Woche (Film)
Schlager der Woche ist ein Dokumentarfilm von Karl-Eduard von Schnitzler des DEFA-Studios für Wochenschau und Dokumentarfilme, der im Auftrag des Deutschen Fernsehfunks in der Regie von Karl Gass 1962 hergestellt wurde.

## Handlung
Schlager der Woche war eine, in diesen Jahren, sehr beliebte Schlagersendung des RIAS Berlin. Doch damit hat dieser Dokumentarfilm nichts zu tun. Karl-Eduard von Schnitzler versucht hier Zusammenhänge zwischen den Texten einiger Schlager und dem Zeitgeschehen aufzudecken. Er beginnt 1939 mit dem Lied Das kann doch einen Seemann nicht erschüttern aus dem Spielfilm Paradies der Junggesellen. In diesem Zusammenhang folgt ein Ausschnitt aus einer Ufa-Tonwoche, in dem der Oberbefehlshaber des Heeres Walther von Brauchitsch bei einem Besuch der Rheinmetall-Werke in Düsseldorf, die Arbeiter der Rüstungsindustrie auf die Wichtigkeit ihrer Arbeit einschwor. Darauf folgen Aufnahmen aus Danzig, deren Kommentar Schnitzler mit der Situation in West-Berlin vergleicht. Es folgen Aufnahmen vom Überfall der Deutschen Wehrmacht auf Polen.
Als der Krieg länger dauert als beabsichtigt, wird das Lied Es geht alles vorüber populär. Begleitet wird der Titel von Filmaufnahmen, die den Beginn des Niedergangs der deutschen Armee zeigen. Doch damit war das Ende noch nicht erreicht. Mit Davon geht die Welt nicht unter von Zarah Leander aus dem UFA-Film Die große Liebe fordert ein weiteres Lied zum Durchhalten auf. Begleitet wird es von Aufnahmen aus den deutschen Städten, die durch die Luftangriffe inzwischen stark zerstört sind. Die Wochenschauaufnahme einer Eiskunstlauf-Veranstaltung im zerstörten Berliner Sportpalast soll vermitteln, dass das Leben weitergeht. Doch für die Soldaten an der Front geht der Krieg erbarmungslos weiter. Zur rechten Zeit kam das Lied Wovon kann der Landser denn schon träumen heraus. Immer öfter wird der Titel Ich weiß, es wird einmal ein Wunder gescheh‘n aus dem Film Die große Liebe gespielt, doch Deutschland ist zerstört.
Bilder aus der Bundesrepublik Deutschland: Begleitet von dem Schlager Kamerad wo bist du marschieren Traditions- und Heimatverbände durch bundesdeutsche Straßen. Konrad Adenauer verspricht ihnen, dass sie eines Tages in ihre Heimat zurückkehren werden. Passend dazu wird das Lied Zurück in die Heimat gespielt. Dazu folgen Bilder von den Kämpfen aus dem Zweiten Weltkrieg und einer Parade der Bundeswehr. Hier ertönt der Schlager Morgen gesungen von Ivo Robić. Wieder wechselnde Einblendungen von Bildern aus dem Dritten Reich und von Politikern der Bundesrepublik.

## Produktion
Schlager der Woche wurde als Schwarzweißfilm, zum großen Teil mit Archivmaterial, unter dem Arbeitstitel Schlager und Politik produziert.
Im Fernsehen wurde der Film am 26. Dezember 1962 gesendet.